# ديف شيلتون
ديف شيلتون (بالإنجليزية: Dave Shelton)‏ (27 فبراير 1956 بشيكاغو في الولايات المتحدة - ) هو لاعب كرة قدم أمريكي في مركز الوسط. لعب مع ديترويت إكسبرس ‏ ولوس أنجلوس أزتكس.

## وصلات خارجية
- ديف شيلتون على موقع قاعدة بيانات كرة القدم.إي يو (الإنجليزية)